# Concilio Blanco
En el Universo Imaginario de Tolkien y en las obras El hobbit, los Cuentos inconclusos y El Señor de los Anillos; El Concilio Blanco era un consejo presidido por los seres más sabios de la Tierra Media: Gandalf el Gris, Saruman el Blanco, Radagast el Pardo, Galadriel la dama de Lothlórien, Elrond el señor de Rivendel y Círdan el Carpintero de Barcos.
Creado en el año 2463 de la Tercera Edad del Sol a instancias de Gandalf y Galadriel, inmediatamente después del fin de la Paz Vigilante en 2460 T. E., con el objeto de resolver qué hacer con Sauron que se escondía en el Bosque Negro, en una fortaleza al sur del mismo llamada Dol Guldur. Previamente los sabios se habían reunido informalmente en varias oportunidades: en el año 2060 T. E. en cuanto empezaron a sospechar de que El Señor Oscuro había tomado forma otra vez; y en el año 2063 cuando Gandalf va a Dol Goldur y descubre la presencia del Mal. 
Se designó a Saruman como Jefe del Concilio, por ser el más importante de los sabios, aunque la Dama Galadriel quería que Gandalf fuera el jefe. Frente a esto Saruman el Blanco se impuso y convenció al resto de los integrantes a que aceptaran su jefatura. 
En las posteriores reuniones del Concilio, Saruman, enterado de que Sauron buscaba el Anillo Único, intentó desviar siempre la atención del Concilio hacia problemas menores intentando convencer al resto de que el mayor de los Anillos de Poder se había perdido para siempre. Gandalf, que no estaba muy convencido de ello, hizo saber su disconformidad con tal pensamiento; esto no hizo sino aumentar la rivalidad entre ambos Istari. 
En el año 2850 T. E., Gandalf vuelve a Dol Guldur y allí descubre que Thráin II esta prisionero en la fortaleza y que se le ha quitado el último de los Siete Anillos de los Enanos. Descubre también que Sauron ha vuelto a ocuparla. Preocupado, reúne nuevamente al Consejo, en el año 2851 T. E., y urge a tomar una determinación sobre Dol Goldur. Saruman vuelve a presionar para descartar toda posibilidad, ya que en ese entonces y con la intención de apoderarse del Único, había enviado Orcos y Hombres a buscarlo en los Campos Gladios. En esta ocasión vuelve a prevalecer la opinión del Jefe del Concilio. Más aún, Saruman se entera de que (en el año 2939 T. E.) Sauron busca el Anillo en el río Anduin, cerca de los Campos Gladios y no informa de su hallazgo, pero queda preocupado, porque el Señor Oscuro ya conoce el fin de Isildur.
Mientras tanto Gandalf, busca una estrategia que le permita convencer al Concilio y que no despierte las sospechas de Sauron. Reúne a los sabios en Lothlórien y entre todos deciden atacar Dol Goldur. Esta vez el Mago Blanco no se opone porque quiere frenar la búsqueda de Sauron. Y reúne una considerable fuerza élfica de Noldor de Rivendel y de Galadhrim y ataca la Fortaleza en el año 2941 T. E. Gandalf, aprovechando el viaje de Bilbo Bolsón y la Compañía de Thorin hacia Erebor, encabeza a las tropas que penetran en el sur del Bosque Negro y expulsan a Sauron; quien huye en secreto a Mordor.
El Concilio Blanco se reúne por última vez en el año 2953 T. E. en donde se discute la cuestión de los Anillos. En esa reunión Saruman convence a todos de que el Anillo Único se ha perdido en el Mar, tras "viajar" Río abajo; fingiendo haber descubierto indicios muy claros de ello. Su opinión y su "hallazgo" no es discutida porque todos lo consideraban un experto en anillos. 
Tras esa reunión, el Concilio Blanco se disgregó y sus miembros se separaron. Gandalf siguió errando (pero preocupado en la defensa de La Comarca, porque temía por los Hobbits), combatiendo el Mal allí donde estuviere. Saruman viajó al oeste y se estableció en Isengard, en donde, años después, se alió con Sauron. Galadriel volvió al bosque de Lothlórien. Elrond se dirigió al oeste de las Montañas Nubladas, al valle de Rivendel. Círdan volvió al oeste a su hogar en los Puertos Grises, y Radagast se estableció al norte del Bosque Negro en un valle llamado Rhosgobel.